# Moselle Open 2015
Moselle Open 2015 — тенісний турнір, що проходив на кортах з твердим покриттям у місті Мец, Франція з 21 вересня. Належав до категорії ATP World Tour 250.

## Фінальна частина

### Одиночний розряд
Жо-Вілфрід Тсонга —  Жиль Сімон 7–6(7–5), 1–6, 6–2

### Парний розряд
Лукаш Кубот /  Едуар Роже-Васслен —  П'єр-Юг Ербер /  Ніколя Маю 2–6, 6–3, [10–7]